# Municipio de Liberty (condado de Highland)
El municipio de Liberty (en inglés: Liberty Township) es un municipio ubicado en el condado de Highland en el estado estadounidense de Ohio. En el año 2010 tenía una población de 10242 habitantes y una densidad poblacional de 66,6 personas por km².

## Geografía
El municipio de Liberty se encuentra ubicado en las coordenadas 39°13′00″N 83°34′48″O / 39.21667, -83.58000. Según la Oficina del Censo de los Estados Unidos, el municipio tiene una superficie total de 153.79 km², de la cual 152.4 km² corresponden a tierra firme y (0.9%) 1.39 km² es agua.

## Demografía
Según el censo de 2010, había 10242 personas residiendo en el municipio de Liberty. La densidad de población era de 66,6 hab./km². De los 10242 habitantes, el municipio de Liberty estaba compuesto por el 92.41% blancos, el 4.01% eran afroamericanos, el 0.31% eran amerindios, el 0.62% eran asiáticos, el 0.02% eran isleños del Pacífico, el 0.18% eran de otras razas y el 2.45% pertenecían a dos o más razas. Del total de la población el 1% eran hispanos o latinos de cualquier raza.